# Lea Desandre
Répertoire
Mozart, Händel, Rossini, Debussy, Massenet, Monteverdi, Marais ,Vivaldi, Gluck, Offenbach, Rameau
Scènes principales
Salzburger Festspiele, Opéra de Paris, Opéra-Comique, Zurich Opera House, Festival d'Aix-en-Provence, Opéra de Genève, Liceu Barcelone, Berlin Staatsoper, Konzerthaus Wien, Philharmonie de Paris.
Lea Desandre ([dezɑ̃dre]) est une mezzo-soprano franco-italienne, née le 17 juillet  1993.

## Biographie

### Formation
Lea Desandre (dont le nom se prononce « Dézandré ») est née en juillet 1993,.
Petite, elle est passionnée par la danse classique mais, à l’âge de 12 ans, son professeur de musique lui propose de rejoindre les chœurs d’enfants de l’Opéra de Paris. Son premier modèle est alors Natalie Dessay dont elle est « superfan ». Grâce à ses abonnements Jeunes, elle peut suivre les spectacles où chante Natalie Dessay : « Grâce à mes abonnements Jeunes, je me rendais dans toutes les salles parisiennes pour me nourrir de musique ». Elle fréquente les loges des opéras pour rencontrer les cantatrices qui la subjuguent : certaines l’adoptent et lui donnent des conseils, séduites par sa sincérité d'adolescente.
Elle étudie ensuite au conservatoire à rayonnement régional de Boulogne-Billancourt, dans la classe d'Esthel Durand et à Venise auprès de la contralto Sara Mingardo,, : « Elle m'a accueillie chez elle et m’a dit : on va lire des partitions, et on va bien finir par trouver qui tu es ».

### Carrière
En 2013, Lea Desandre remporte le 1er prix Jeune Espoir du Grand Théâtre de Bordeaux.
Après avoir intégré l'Atelier Lyrique de l'Opera Fuoco, elle fait ses débuts en tant que soliste au théâtre des Champs-Élysées en 2014.
Lea Desandre se fait remarquer dès ses 20 ans par William Christie et intègre son Jardin des Voix en 2015. Elle perfectionne son talent auprès de Sara Mingardo, Valérie Guillorit et Véronique Gens.
Elle rejoint ensuite l'ensemble Les Arts Florissants avec lequel elle se produit au Shanghai Symphony Hall à l'occasion du premier Shanghai Baroque Festival.
Lauréate de la 7e édition du Jardin des Voix,, l'Académie des Arts Florissants pour jeunes chanteurs, elle se forme à partir de 2015 auprès de William Christie et de Paul Agnew dans un programme spécialisé dans le répertoire baroque italien. Elle parcourt la moitié de la planète avec l'équipe de William Christie, qui lui apprend les longues tournées ainsi que le port de masques de protection en silicone pour protéger les cordes vocales de l'air climatisé des avions.
En 2016, Lea Desandre fait ses débuts à l'opéra dans une production de Médée de Luigi Cherubini et est lauréate du prix HSBC 2016 du Festival international d'art lyrique d'Aix-en-Provence,,,.
Le 1er février 2017, elle est couronnée « Révélation artiste lyrique » aux Victoires de la musique classique 2017,,,,,.
Lea Desandre remporte ensuite le « Prix Jeune Soliste » 2018 des Médias francophones publics,, un prix attribué chaque année par les quatre chaînes radio (France Musique, Musiq'3, ICI Musique et Espace 2) qui constituent le groupe Musique classique des Médias francophones publics.
Mezzo baroque, elle ne veut pas se spécialiser dans le chant du XVIIe siècle : « Je veux réélargir mon répertoire, et mes prochains engagements mordront, de manière chronologique, sur la période classique ».
Elle est engagée au Festival de Salzbourg 2020 pour chanter Despina dans Così fan tutte de Mozart.
En 2021, Lea Desandre chante le rôle de Chérubin dans Les Noces de Figaro de Mozart dans une nouvelle production au Festival d'Aix-en-Provence où elle fait ses débuts production, puis à l'Opéra de Zurich, au Liceu Barcelone, à l'Opéra de Ravenna et à l'Opéra de Paris où elle remarquée par la critique.
En 2023, Lea Desandre chante le rôle de Chérubin dans Les Noces de Figaro de Mozart dans une nouvelle production au Festival de Salzbourg.
En 2024, elle est attendue à l'Auditorium de la Maison de la radio et de la musique pour chanter John Dowland et Henry Purcell avec l'ensemble Jupiter, sous la direction de son compagnon, le luthiste et théorbiste Thomas Dunford. 
En avril 2024, elle interprète le rôle de Médée dans l'opéra de Marc-Antoine Charpentier au Palais Garnier à Paris.
Le 6 juin 2024, elle interprète la Marseillaise lors des commémorations du 80e anniversaire du débarquement de Normandie.

## Discographie
- 2016 : Se Con Stille Frequenti - Duetti Da Camera, oeuvres d'Agostino Steffani, Antonio Lotti, Francesco Lucio et Giovanni Bononcini, avec Sara Mingardo (contralto) et l'ensemble Cenacolo Musicale (Outhere Music)
- 2017 : Un jardin à l'italienne - Airs, cantates et madrigaux, avec l'ensemble Les Arts florissants, dir. William Christie (Harmonia Mundi)
- 2017 : L'Orfeo de Claudio Monteverdi, avec l'ensemble Les Arts florissants, dir. Paul Agnew (Harmonia Mundi)[12]
- 2017 : Alcione de Marin Marais, avec Le Concert des Nations, dir. Jordi Savall (Alia Vox)
- 2017 : Berenice, che fai ? par Lea Desandre, Natalie Perez et Chantal Santon-Jeffery, avec l'ensemble Opera Fuoco dirigé par David Stern
- 2018 : Handel : Italian Cantatas, Sabine Devieilhe et Lea Desandre, avec Le Concert d'Astrée dirigé par Emmanuelle Haïm (Erato Warner Classics)
- 2018 : Cities II du guitariste Thibault Cauvin (Sony Classical)
- 2019 : Vivaldi (concerti et airs issus d'oratorios), avec L'Ensemble Jupiter et le luthiste Thomas Dunford (Alpha)[13]
- 2019 : L'incoronazione di Poppea de Claudio Monteverdi, avec l'ensemble Les Arts florissants, dir. William Christie (Harmonia Mundi)[14]
- 2019 : Orphée et Eurydice de Gluck, avec l'ensemble Pygmalion, dir. Raphaël Pichon (Naxos)[15]
- 2019 : Magic Mozart, avec Insula Orchestra, dir. Laurence Equilbey (Erato)
- 2019 : Barricades, avec Thomas Dunford (archiluth), Jean Rondeau (clavecin), Marc Mauillon (baryton) et Myriam Rignol (viole de gambe) (Erato)
- 2020 : Vespro della Beata Vergine de Claudio Monteverdi, avec l'ensemble Pygmalion, dir. Raphaël Pichon (label Camera Lucida)[16]
- 2020 : Stravaganza d'Amore! - La naissance de l'opéra chez les Médicis, avec l'ensemble Pygmalion, dir. Raphaël Pichon (label Camera Lucida)[17]
- 2020 : Orphée aux Enfers de Jacques Offenbach, avec le Wiener Philharmoniker, dir. Enrique Mazzola (Unitel Edition)[18]
- 2021 : Così fan tutte de Wolfgang Amadeus Mozart, avec le Wiener Philharmoniker, dir. Joana Mallwitz (Erato)[19]
- 2021 : Amazone, œuvres de Vivaldi, Francesco Provenzale, Giovanni Buonaventura Viviani, Francesco Cavalli, Giuseppe de Bottis, Georg Caspar Schürmann, Carlo Pallavicino, Andre Danican Philidor, Louis Couperin, Francois Couperin, Andre Cardinal Destouches, Marin Marais, Jean Rondeau, avec Cecilia Bartoli (mezzo-soprano), Véronique Gens (soprano), William Christie (clavecin) et L'Ensemble Jupiter, dir. Thomas Dunford (Erato)[20]
- 2021 : Hippolyte et Aricie de Jean-Philippe Rameau, avec l'ensemble Pygmalion, dir. Raphaël Pichon (Naxos)[21]
- 2022 : Eternal Heaven, œuvres de George Frideric Handel, avec le contreténor Lestyn Davies et l'ensemble Jupiter, dir. Thomas Dunford (Erato)
- 2024 : Les Noces de Figaro de Wolfgang Amadeus Mozart au Festival de Salzbourg en 2023[22]